# Сонячні кларнети
«Соняшні кларнети» — перша друкована збірка поетичних творів українського письменника Павла Тичини, що вийшла у Києві в приватному кооперативно-видавничому товаристві «Сяйво» наприкінці 1918 року. Вийшла тиражем 1000 примірників. Художник не встановлений.

## Склад збірки
До неї ввійшли оригінальні твори, що друкувалися впродовж 1914–1918 років; деякі неопубліковані твори («Не Зевс, не Пан…», «Цвіт в моєму серці», «Подивилась ясно…», «Світає…», «Туман» і «Вітер» із циклу «Енгармонійне», «У собор. І—ІІ», «Пастелі», «На стрімчастих скелях», «По хліб ішла дитина…», «Скорбна мати. І—IV», «По блакитному степу», «Війна. І—ІІ») та переспів вірша французького поета Анатоля Ле Браза «Колискова».
В архіві поета залишалася неопублікованою чимала кількість творів (частина з них була надрукована лише в посмертних виданнях), але до збірки «Сонячні кларнети» вони не включалися. П. Тичина не включив до книжки навіть вірш «Розкажи, розкажи мені, поле…», яким захоплювався Михайло Коцюбинський, зачитуючи його учасникам своїх «літературних субот» у Чернігові. Це ж стосується і ліричної перлини «Ви знаєте, як липа шелестить?» та ще кількох опублікованих на той час віршів («Що місяцю зіроньки кажуть ясненькі…», «Молодий я, молодий…», «Де тополя росте…», «Десь на дні мого серця…», «Душа моя — послухай!..», «Як не горю, я не живу…», «Озвався дзвін і потонув у присмерковім сумі…», «Послав я в небо свою молитву…», «Не вірте, люди, снігу…», «І являвсь мені Господь…» та деяких ін.).
Причинами такого відбору були, по-перше, очевидне прагнення автора досягти завдяки вдалій композиції невеличкої збірочки (двадцять шість творів на п'ятдесяти двох сторінках) гармонії єдиного цілого. І, по-друге, книжка компонувалася не без допомоги літераторів, а можливо, й композиторів, художників, у тісному колі яких автор тоді перебував. Відома перекладачка Ірина Стешенко, яка в ті роки працювала в редакції газети «Нова Рада» разом з П. Тичиною, розповідала, що збірка «Сонячні кларнети» вийшла завдяки ініціативі і підтримці тодішнього редактора названої газети А. Ніковського. Про те, що Павло Тичина любив радитися з авторитетними поетами й критиками щодо композиції своїх майбутніх книг, свідчить і його листування із Миколою 3еровим, якому він надсилав у 1924 році із Харкова до Києва зміст своєї майбутньої книжки «Вітер з України», що викликало жваве обговорення і навіть доброзичливу полеміку. За версією Миколи Зерова участь в укладенні «Соняшних кларнетів» брали участь члени Музагету та Білої Студії.[джерело?]

## Друге, третє та четверте видання
Готуючи друге видання збірки «Сонячні кларнети», що вийшло у 1920 році в київському видавництві «Друкарь», П. Тичина мав намір доповнити й новими творами, але повністю свого задуму не здійснив. Перевидання поповнилося лише поезіями «О, панно Інно…», «Світає…», «А я у гай ходила…», «Хор лісових дзвіночків» (Уривок із поеми) та «Зелена неділя». Художник — Олександр Лозинський.
Третє видання вийшло у світ у 1922. Берлін — Київ, художник Роберт Лісовський.
Четверте видання, що вийшло у світ у 1925 році п'ятитисячним тиражем у Харкові в Державному видавництві України, не мало ніяких доповнень, але зазнало вилучень: у ньому не друкувалися «Зелена неділя» та «Війна. І—ІІ». Художник  — не встановлений.

## Характеристика поезій збірки
Сергій Єфремов схарактеризував цю збірку як ту, де «вилився весь Тичина з надзвичайно своєрідною поетичною індивідуальністю, з дужим талантом, з усіма своїми позитивними й негативними сторонами».

### Віра та релігія
Релігія, віра й Батьківщина поєднались у світогляді Павла Тичини напрочуд своєрідно. Душа його «Сонячних кларнетів» настільки чиста, світла і свята, що не могла не відчувати Бога як всесвітню гармонію, як музику всесвітнього оркестру". На питання наявності віри в поета під час творення його першої збірки В. Юринець відповідав, що «проблема Космосу стоїть перед ним як релігійна проблема». Ю. Лавріненко стверджував, що «проблема космосу в Тичини ані антирелігійна, ані релігійно естетична». А В. Барка казав, що наявність віри в поета «видно з глибоко побожного настрою в збірці». Сам поет у вірші «І являвсь мені Господь» (1916–1917) зізнається:
| Говорив я: знаю я, Що тебе лиш я люблю, І ставав я на коліна Слухать господа велінь. |
На думку Сергія Єфремова, радісне світовідчування засноване «не на ідеї особистого божества», «а на пантеїстичному вбиранні в себе ритму і руху і згуків з усього незмірного космосу».
Церковна атрибутика переходить у Тичини з поезії в поезію: «дзвонів звуки», «пітьми… хітон» («Не Зевс, не Пан…», 1918), «розп'яте серце», «дзвін гуде» («Гаї шумлять…», 1913), «серцем дзвонили» («Цвіт в моєму серці…», 1917), «в клубках фіміаму», «стою я на ранню молитву» («Світає…», 1914–1917), «…І дзвонять десь в селі» («Іще пташки…», 1918). Радянська критика навіть в рядках «Душа причастилася кропості трав» та «На квітці метелик, мов свічечка» вбачала «тиск на свідомість поета церковної обстановки». Вірш «Іще пташки…» А. Ніковський порівнював із церковним концертом, який треба визнати прекрасним.
«Талант раннього Тичини, — пише В. Барка, — достається послідовником староукраїнської віри, що походить від апостольської науки». На думку Є. Сверстюка, «людина високого дару і великих творчих сил, Тичина був носієм і виразником української релігійної традиції. В ньому вона голосно заговорила в переломну добу нашої історії… в ньому вона і перегоріла… Якщо говорити про зраду поетом себе, то і вона проходила на полі Духу, що малів і танув на печальних мілинах матеріалізму. Голосні декляративні вірші його читаються, як спроба перекричати голос душі. Те, що легко проходить у пересічної людини, закрученої в суєті днів, те приходить, як страшний суд, у душі великого поета, котрий живе духовними проблемами».
Порівнюючи «Сонячні кларнети» з іншими збірками, В. Стус зазначає: «У світі „Сонячних кларнетів“ людину було возвеличено в космічному масштабі, там існувала гармонія людини і всесвіту. Тепер космос у Тичини знелюднюється, а сама людина, цей макрокосм сонячнокларнетнівського періоду, перетворюється на інфузорію, життєве призначення якої — свято дотримуватись своєї орбіти і великого закону. В цьому новому Тичининому космосі людина стає в'язнем, рабом історичного процесу».

### Мотиви музики та світла
Як писав Ю. Лавріненко в антології «Розстріляне відродження»: в поезії Тичини «музична праоснова світобудови („соціалізм без музики ніякими гарматами не встановити“, — писав він 1920) контрастно поєднується з навальністю зламів і переламу». Рядки «Сонячних кларнетів» сповнені музикою, ритмікою, рухом, що відображається у самій побудові строф з чергуванням голосних, наголосів та різноманітних ритмів. З вірша «Не Зевс, не Пан, не Голуб — Дух…» (1918):
| Хто створив це диво? Бог: Зевс: Чи пан? Хто? Не Зевс, не Пан, не Голуб – Дух, - Лиш Сонячні Кларнети. У танці я, ритмічний рух, В безсмертнім – всі планети. |
Мотиви світла у творчості Павла Тичини неможливо відірвати від музичних мотивів. Вони одне — єдине. Це єдиний світлозвук, який не можна розкласти на складові. Інколи навіть важко зрозуміти, де закінчується музика і починається звук. Вони всюди: їм немає ні кінця, ні початку. Єдиний світлозвук. Молекула Всесвіту. Рядки з «Пастелі»:

| Коливалася флейтами Там, де сонце зайшло. |
Рядки з «Там тополі у полі»:

| Моя пісне, вогниста, шалена (Креше небо і котить свій гнів), ах, розбийся на світлі акорди, розридайсь – i затихни, як грім… |
Настрій «Сонячних кларнетів» велично гуманний, піднесений, ще зовсім юний, дихає молодістю. Але кожний геній відчуває цей терновий вінець на своєму чолі. Відчував його і Павло Тичина. З болем звучать його слова з «Ходять по квітах»:

| Ходять по квітах, по росі, Очима чесними, Христовоскресними Поеми тчуть. А сонця, сонця в їх красі – Не чуть |
У «Думі про трьох вітрів» (1917) є образ Сонця, як сили відродження. Воно звертається до трьох вітрів з проханням розповісти людям про його всеоживляючу силу. Тут можна говорити і про персоніфікацію трьох стихій — як реакційної, анархічної та демократичної. Але відродження приносять не вони. Лукавий Сніговій Морозище чужий навіть своєю мовою; зло ніколи не переможе, а мороз — це холод, протилежність вогню і сонцю — «не Зевс». Безжурний Буревій, якому байдуже, поперекидає він стріхи чи ні, «не Пан», бо сваволя й анархія не ведуть до перемоги. Але і Легіт — Теплокрил, що лагідно стукає в кожне вікно, закликаючи до праці — «не голуб-дух». Легіт несе з собою енергію сонця. Лише воно здатне запалити людські серця до нового життя — «лиш Сонячні Кларнети».

### «Золотий гомін» державності України
У червні 1917 року Центральна Рада та Всеукраїнський військовий з'їзд проголосили відновлення державності України. Синтезом цього пафосу національного відродження і стала поема «Золотий гомін» — гімн відродженню, сплав різнорідної образності — історичної міфології і сучасних реалій, фантастики й космічної величі. Знаходить своє вираження в поемі й українське язичництво, українське сонцепоклонство. Саме з ним пов'язаний Золотий гомін над Києвом:

| Предки жертви сонцю приносять, I того золотий гомін |
Вогонь, сонце, світло — це сили, що дозволяють відродитися, символізують ідею відродження, повернення, воскресіння після смерті, виходу з мороку. Кожне світло має свого антипода — темряву: біле і чорне, світло і тінь, гомін і тиша, життя і смерть, добро і зло, Бог і диявол, вічне життя і розп'яття, Христос і Юда. Цей дуалізм присутній і в поемі:

| Але ж два чорних гроба, Один світлий, А навкруг Каліки Їсти їм дайте, хай звіра В собі не плекають… |